# Тупик (Тунгіро-Ольокминський район)
Тупи́к (рос. Тупик) — село, центр Тунгіро-Ольокминського району Забайкальського краю, Росія. Адміністративний центр та єдиний населений пункт Тупикського сільського поселення.

## Населення
Населення — 971 особа (2010; 1041 у 2002).
Національний склад (станом на 2002 рік):
- росіяни — 88 %